# Jornada Mundial por el Fin de la Pesca

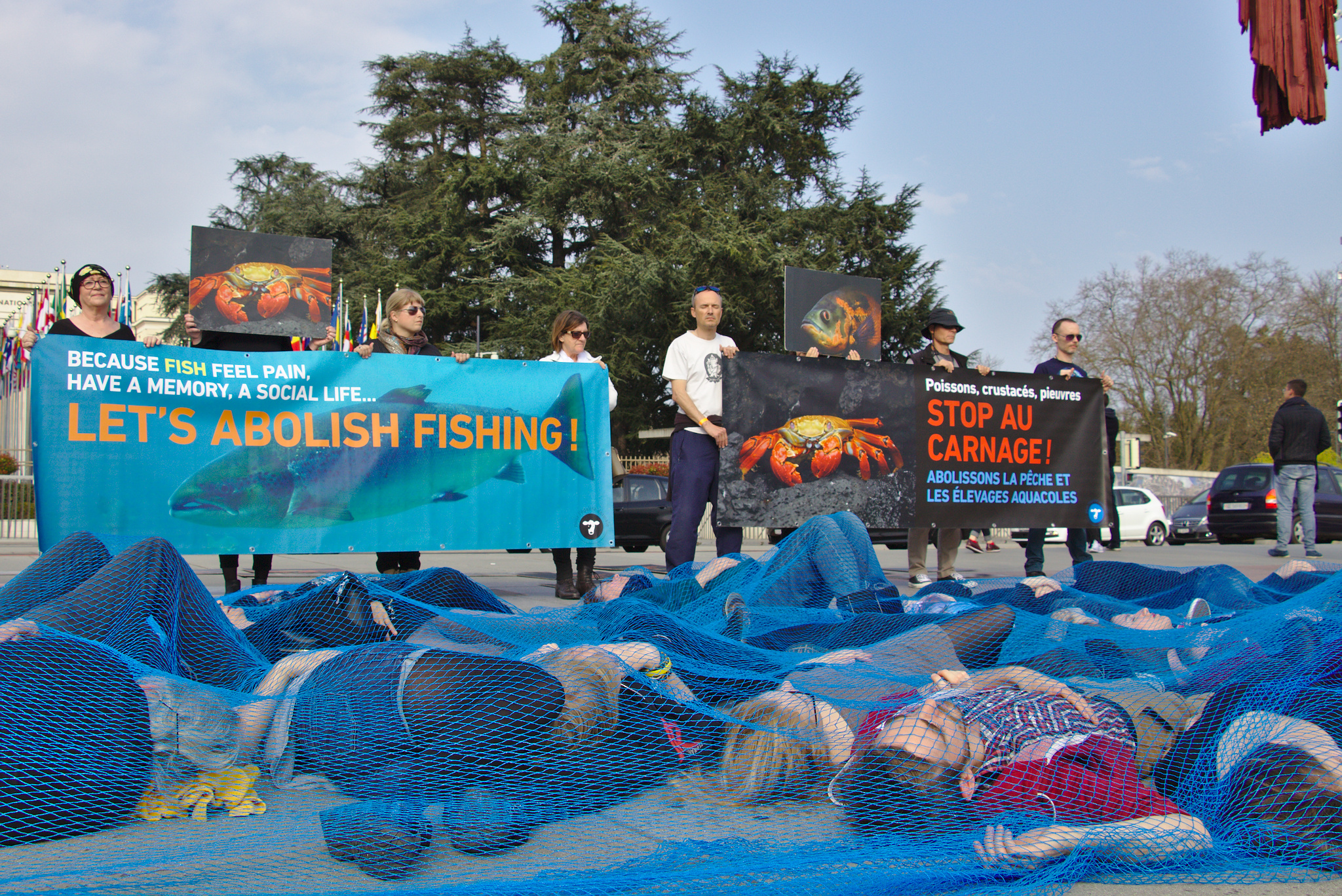
Manifestación de la Jornada Mundial por el Fin de la Pesca en Ginebra, Suiza, 2017.

La Jornada Mundial por el Fin de la Pesca (JMFP) es una jornada internacional que reivindica el fin de la pesca bajo todas sus formas que se mantuvo por primera vez el 25 de marzo de 2017 en varias ciudades a través del mundo. Las siguientes ediciones se celebrarán el último sábado de marzo de cada año.
La iniciativa ha sido creada por la asociación suiza Pour l'Égalité Animale (PEA), especialmente bajo la iniciativa de Yves Bonnardel.

## Acontecimientos
En 2017, con motivo de la primera edición de la Jornada Mundial por el Fin de la Pesca, se organizarón acontecimientos en Lorient (Francia), así como en otros lugares a través del mundo: Ginebra, Lausana (Suiza), Bruselas, Namur, Charleroi (Bélgica), París, València, Lyon, Lille, Montpellier, Santo Malo, Rennes (Francia), Montreal y Toronto (Canadá), Stuttgart, Vogelsberg, Siegen, Hannover, Gotinga, Hamburg, Berlín (Alemania), Lisboa (Portugal), Tal Aviv, Haifa (Israel), Melbourne (Australia), San Diego y Monterey Bay (Estados Unidos).
Una tribuna ha sido publicada en el periódico francés Libération para anunciar las reivindicaciones de la JMFP.
En 2018, el acontecimiento destacó en Montreal, Toronto, Vancouver, Ottawa, Windsor y Winnipeg, Canadá, pero también en Australia, Bélgica, Suiza, en Perú, Suecia, Estados Unidos, Alemania, Japón, Brasil, Francia, Italia, Dinamarca, México, Reino Unido y Panamá.
En 2018, una carta abierta firmada por decenas de filósofos y científicos, entre ellos Stevan Harnad, Peter Singer y Will Kymlicka, ha sido publicada en el Nouveau Magazine Littéraire para conmemorar la Jornada mundial por el Fin de la Pesca.
En 2019, activistas de 269 Life France se perforaron la mejilla con anzuelos como parte del evento en Estrasburgo para denunciar los tratamientos infligidos a los peces.

## Reivindicaciones
Los organizadores de la Jornada Mundial por el Fin de la Pesca piden que se ponga fin a la pesca en todas sus formas, así como a la cría de animales acuáticos, su uso como mascotas y en experimentos científicos, en un enfoque antiespecista.